# حادثه مارس

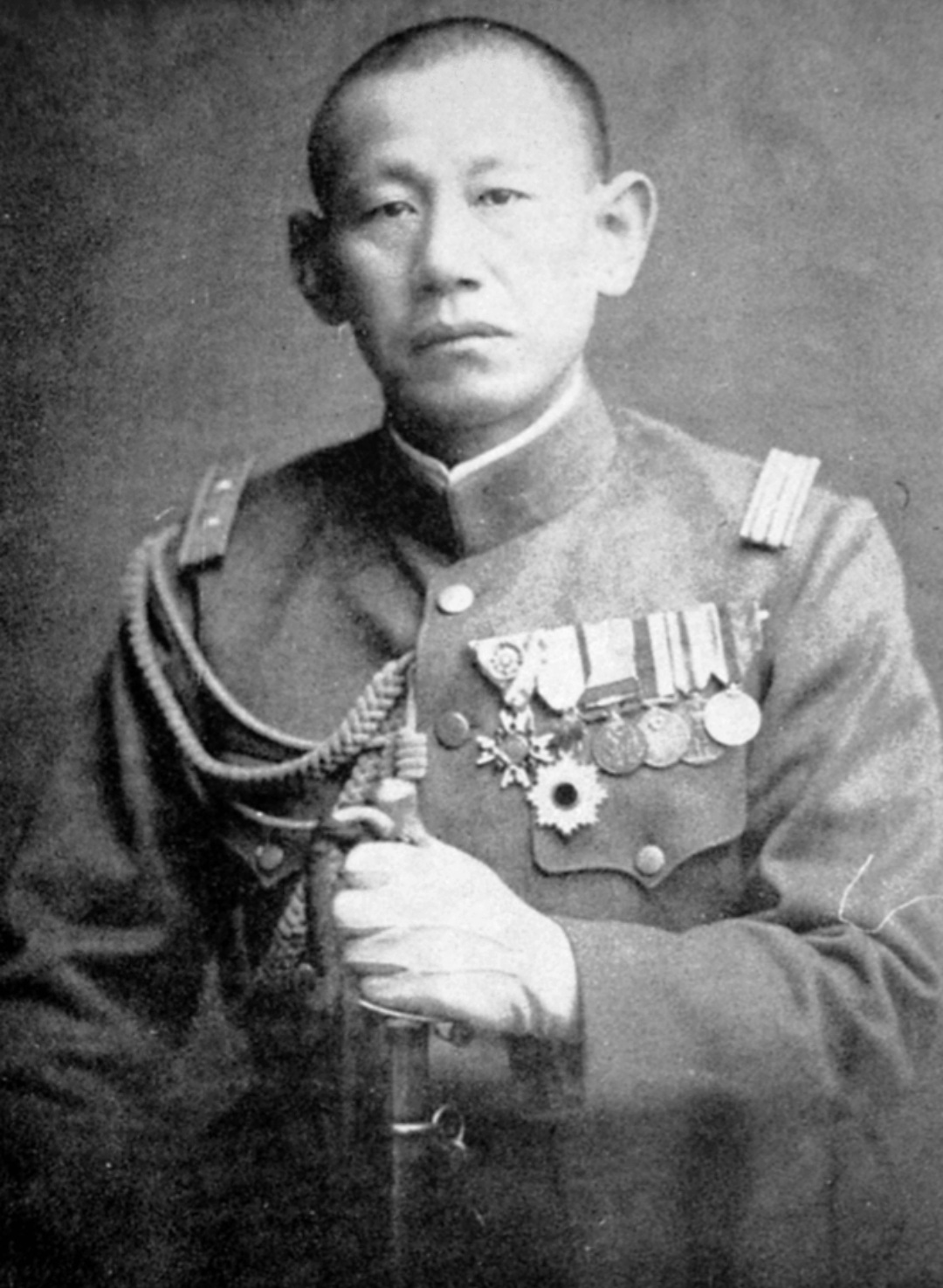
هاشیموتو کینگورو

حادثه مارس (به ژاپنی: 三月事件, Sangatsu Jiken) اقدام به یک کودتا در در مارس ۱۹۳۱ ژاپن بود که توسط جامعه مخفی رادیکال ساکوراکای در نیروی زمینی امپراتوری ژاپن، با کمک گروه‌های ملی‌گرایان افراطی غیرنظامی انجام شد.